# Franciaország tengerentúli területei
A tengerentúli területek (franciául: 2003 óta Collectivités d'outre-mer – COM, előtte: Territoires d'outre-mer – TOM) ugyan részét képezik a Francia Köztársaságnak, de nem részei az ország európai területeinek vagy az Európai Unió költségvetési rendszerének, ellentétben a tengerentúli megyékkel. Ez főként azt jelenti, hogy amikor az anyaország 2002-ben átállt az euróra, akkor ezek a területek nem vették át az új fizetőeszközt. Itt még mindig a francia csendes-óceáni valutaközösségi frank a hivatalos pénznem, bár a frank árfolyamát az euró árfolyamához kötötték.
A 2003-as alkotmánymódosítás változtatta meg a területek elnevezését, egyben átalakította azok jogait is.
A tengerentúli területek közé tartoznak:
- Francia Polinézia (Tengerentúli ország – igen széles autonómiával)
- Saint-Pierre és Miquelon (területi közösség)
- Wallis és Futuna (terület)
- Új-Kaledónia (speciális közösség,  2020. október 4-én népszavazást tartottak a szigetek függetlenné válásáról, amelyen a lakosság szűk többsége a továbbra is Franciaországhoz tartozásra szavazott)
- Saint-Barthélemy
- Saint-Martin
- Francia déli és antarktiszi területek (tengerentúli terület, magába foglalja a déli szigeteket, valamint az igényelt antarktiszi területeket is)
- Clipperton-sziget (lakatlan)
- Európa-sziget (lakatlan)
- Glorieuse (Dicsőséges)-szigetek (a katonai bázis személyzete)
- Juan de Nova-sziget (a katonai bázis személyzete)
- Tromelin-sziget (lakatlan)